# Bell-lloc d'Urgell
Bell-lloc d'Urgell är en kommun i Spanien.   Den ligger i provinsen Província de Lleida och regionen Katalonien, i den östra delen av landet, 400 km öster om huvudstaden Madrid. Antalet invånare är 2 420. Arean är 35 kvadratkilometer. Bell-lloc d'Urgell gränsar till Lleida, Alcoletge, Vilanova de la Barca, Bellvís, El Palau d'Anglesola, Sidamon, Torregrossa och Els Alamús. 
Terrängen i Bell-lloc d'Urgell är platt.